# Anna Rosbach

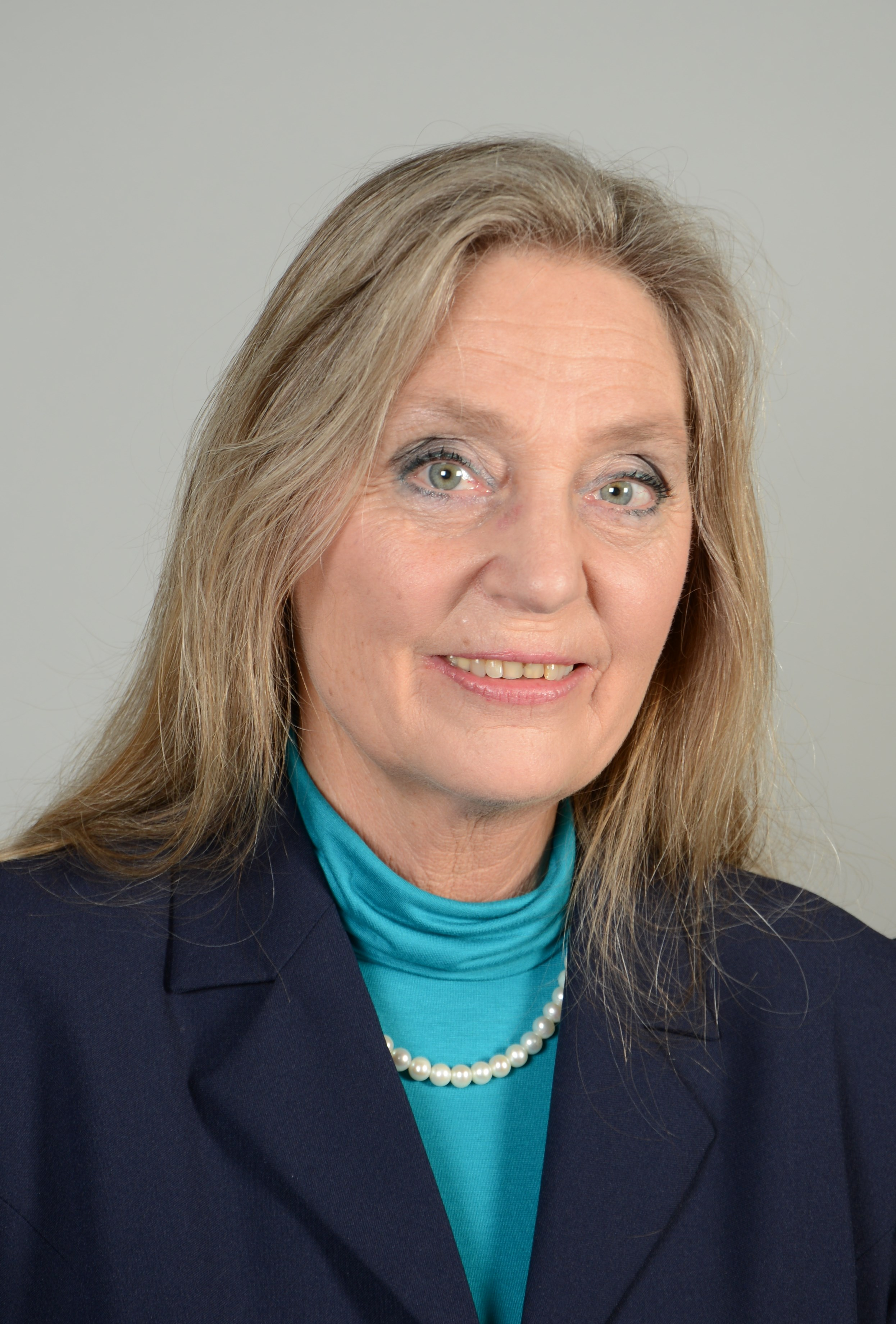
Anna Rosbach

Anna Rosbach Andersen (* 2. Februar 1947 in Gladsaxe) ist eine dänische Politikerin und war von 2009 bis 2014 Mitglied des Europäischen Parlaments. Sie gehörte als parteilose Abgeordnete der Fraktion Europäische Konservative und Reformer (EKR) an.

## Leben
Rosbach Andersen arbeitete als Chorleiterin und Gesangslehrerin und trat in die rechtspopulistische Dänische Volkspartei (DF) ein. 2000 wurde sie Büroleiterin für die Europaparlamentsfraktion Union für ein Europa der Nationen (UEN), der die DF angehörte. Zudem war sie Mitarbeiterin des DF-Europaabgeordneten Mogens Camre.
Nachdem sie bei der Europawahl 2004 erstmals vergeblich für das Europäische Parlament kandidiert hatte, wurde sie 2005 in den Regionalrat der Region Hovedstaden gewählt. Bei der Europawahl in Dänemark 2009 konnte sie sich hinter dem stimmenstarken DF-Spitzenkandidaten Morten Messerschmidt den zweiten Listenplatz der DF sichern und zog in das Europäische Parlament ein. Da sich die UEN nach der Wahl auflöste, schloss sich die DF der neuen europaskeptischen Fraktion Europa der Freiheit und der Demokratie (EFD) an. Rosbach wurde Mitglied im Ausschuss für Umweltfragen, Volksgesundheit und Lebensmittelsicherheit.
Am 8. März 2011 trat Rosbach überraschend aus der DF aus und verließ auch die EFD. Sie erklärte, dass sie mit der politischen Linie und der Rhetorik der Partei seit geraumer Zeit unzufrieden gewesen sei. Zukünftig wolle sie gemeinsam mit ihrer neuen Fraktion Europäische Konservative und Reformer eine gemäßigt anti-föderalistische, reformorientierte Agenda verfolgen. Später schloss sie sich der Miljøpartiet Fokus an, die jedoch zur folgenden Europawahl nicht antrat.